# Jürgenstorf
Jürgenstorf település Németországban, Mecklenburg-Elő-Pomeránia tartományban. Lakosainak száma 929 fő (2023. december 31.).

## Népesség
A település népességének változása:
| Lakosok száma | 888  | 857  | 917  | 952  | 929  |
|               | 2017 | 2019 | 2021 | 2022 | 2023 |